# Andrea Rössler
Andrea Rössler ist eine deutsche Romanistin.

## Karriere
Nach dem Studium (1983–1989) an der Georg-August-Universität Göttingen und an der Universidad de Zaragoza legte Andrea Rössler 1989 die erste Staatsprüfung für das Lehramt an Gymnasien ab. Von 1993 bis 1995 war sie Studienreferendarin im Vorbereitungsdienst für das Lehramt an Gymnasien am Staatlichen Studienseminar der Freien und Hansestadt Hamburg (1995 zweite Staatsprüfung für das Lehramt an Gymnasien). Nach der Promotion 1994 in den Fächern Romanische Philologie (Iberoromanische Literaturen), Romanische Philologie (Sprachwissenschaft) und Deutsche Philologie (Sprachwissenschaft) in Göttingen war sie von 2009 bis 2011 Juniorprofessorin für Didaktik der romanischen Sprachen am Romanischen Seminar der Ruhr-Universität Bochum. Seit 2011 ist sie Professorin für Didaktik der romanischen Sprachen am Romanischen Seminar der Universität Hannover.

## Forschungsschwerpunkte
Ihre Schwerpunkte in Forschung und Lehre sind Literaturdidaktik, spanische und lateinamerikanische Jugendliteratur, Wortschatzdidaktik, interkulturelle Kompetenz, Sprachmittlung, audiovisuelle Medien, Fremdsprachenpolitik und Professionalisierung von Fremdsprachenlehrern.

## Schriften (Auswahl)
- Imitation und Differenz. Intertextualität bei Carme Riera, Adelaida García Morales und Paloma Díaz-Mas. Berlin 1996, ISBN 3-925867-17-1.